# ماير لندن
ماير لندن (بالإنجليزية: Meyer London)‏ هو محامي ونقابي وسياسي أمريكي، ولد في 29 ديسمبر 1871 بكالفاريا في ليتوانيا، وتوفي في 6 يونيو 1926 بنيويورك في الولايات المتحدة. حزبياً، نشط في الحزب الاشتراكي للولايات المتحدة والحزب الاشتراكي الأمريكي. وقد انتخب عضو مجلس النواب الأمريكي.